# 毛花雀稗
毛花雀稗（学名：Paspalum dilatatum），为禾本科雀稗属下的一个植物种。